# Suffragetter

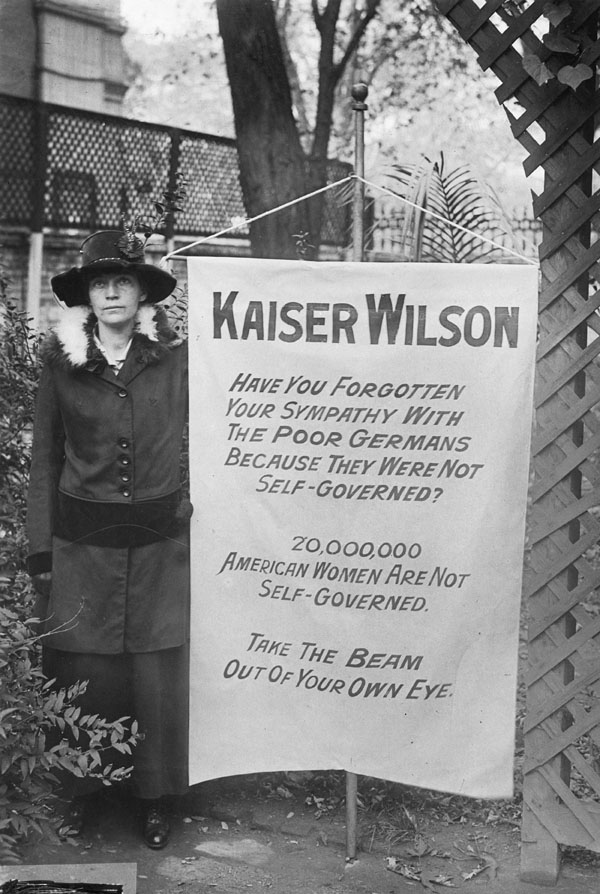
Suffragett med plakat, Washington DC, 1918.

Suffragetter (av suffragist, från latinets suffragium: avgiven röst) var ett icke-formellt namn på en del av rörelsen för kvinnors rösträtt, framför allt kretsen kring Emmeline Pankhurst i Storbritannien.

## Historia
Suffragetterna var en gren av rösträttsrörelsen i England som tog till våldsamma medel. Det suffragetterna ville var att även kvinnan skulle få rösträtt i England. Ordet suffragett var menat som en nedsättande term för kvinnorna i Women's Social and Political Union som bildades 1903. Det myntades av en journalist på tidningen Daily Mail. I England återtogs ordet av suffragiströrelsen, som snart använde det som en beteckning på rösträttskvinnor som tog till militanta metoder. I USA förblev ordet alltid en förringande etikett. Suffragetterna var missnöjda med hur andra delar av rösträttsrörelsen arbetat och bildade därför den fristående organisationen Women's Social and Political Union, WSPU. De arbetade mer offensivt än tidigare rörelser, bland annat genom offentliga aktioner och det vi idag kallar civil olydnad. Exempel på detta kunde vara att låta bli att betala skatt eller vägra att folkbokföra sig. Även mer våldsamma metoder förekom, som att krossa fönster och tända eld på postlådor. De våldsamma aktionerna satte dem i konflikt med de sedan tidigare mest inflytelserika förespråkarna för kvinnlig rösträtt.
Purpur, vitt och grönt var suffragetternas färger vid rösträttskampen. Dessa iögonfallande färger gjorde att suffragetternas marscher på Londons gator i strid för sin rösträtt drog till sig mängder av åskådare. Färgerna prydde banér, band och skärp kvinnorna bar på.
I augusti 1914, i början av Första världskriget, grundade amiral Charles Fitzgerald "the white feather campaign" i Storbritannien med stöd från den framstående författaren Mrs. Humphrey Ward, som var med i motrörelsen mot WSPU, antisuffragettrörelsen. Kampanjen syftade till att med skrämseltaktik få in fler män i den brittiska armén genom att övertala kvinnor att ge dem en vit fjäder om de valde att inte bära uniform.
Det fanns ingen motsvarighet till suffragettrörelsen i svensk kontext. De svenska rösträttskvinnorna organiserade under hela den tid som kampen pågick endast en enda gatudemonstration som enligt dåtidens media beskrevs som ordentlig och sansad. Sylvia Pankhurst bjöds dock in av ordföranden i Göteborgs FKPR Frigga Carlberg att hålla ett föredrag i Sverige år 1913.
Rörelsen hade sin stora utbredning i början av 1900-talet i framför allt Storbritannien, där rösträtt för kvinnor över 30 år infördes 1918 och för kvinnor över 21 år 1928. Rörelsen grundades av Emmeline Pankhurst och hennes döttrar.

### De första suffragetterna
Den första föreningen för kvinnlig rösträtt i England bildades år 1865 i Manchester. Föreningen kom sedan att sprida sig vidare över landet till Bristol, Birmingham, London och skotska Edinburgh. Kvinnorna som ledde föreningen var så kallade undantagsmänniskor, kvinnor som lyckats föra igenom reformer inom medicin, inom undervisning och även inom sociala områden. Det var år 1903 som den framstående kämpen för kvinnlig rösträtt Emmeline Pankhurst och hennes dotter Christabel bildade WSPU. Emmeline och Christabel valde att starta detta förbund eftersom de trodde att om kvinnan själv kämpade för sin sak skulle hon bli erkänd och respekterad. I detta förbund skulle bara kvinnor få vara med, och förbundet skulle inte identifiera sig med något politiskt parti. Dock är det värt att tillägga att i början av förbundets historia kunde ingen hävda att förbundet var helt obundet från något parti då nästan alla medlemmar i WSPU tillhörde ILP, Independent Labour Party, som var ett brittiskt socialistiskt arbetarparti.

### Militanta metoder
Suffragetterna tog till många olika handlingssätt för att visa sitt missnöje i frågan och vissa var riktigt drastiska. Till en början handlade det om att använda sig av massdemonstrationer och allmänna möten för att synliggöra frågan för en större publik och då samtidigt bilda opinion för den kvinnliga rösträtten. Kampen fortsatte och fler åtgärder togs till. Det kunde bland annat handla om att störa parlamentets sammanträden och bilda politiska sammankomster som kunde störa ordningen. Vissa suffragetter sträckte sig så långt som att bland annat förstöra egendom och konstverk. En suffragett, Emily Davison, förolyckades under en offentlig protestaktion. De mer våldsamma metoderna introducerades kring år 1908.

### Hungerstrejk
Att hungerstrejka i fångenskap blev vanligt förekommande hos suffragetterna. Den första kvinnan som använde sig av hungerstrejk var Marion Wallace Dunlop 1909. Dunlop var en ledande suffragett och brottet som ledde till att hon fängslades i fängelset var att med hjälp av trycksvärta och tryckmaskin trycka upp utdrag ur grundlagen på en vägg i Stephen's Hall i Westminster. I fängelset nekades hon första gradens behandling, som brukar vara den politiska fångens rätt. När Dunlop märkte att hon inte skulle få första gradens behandling sade hon till sin fångvaktare att om hon inte skulle få rätt behandling tänkte hon hungerstrejka. Fängelsemyndigheten gjorde allt för att få henne att äta, men det hela slutade med att hon släpptes innan hon hunnit avtjäna knappt någon del av sitt straff. Dunlops handlande blev ett prejudikat för de andra suffragetterna. Hungerstrejkerna kom att bli en viktig metod för suffragetterna när de sattes i fängelse. Regeringen visste att om någon kvinna skulle dö eller bli mycket sjuk skulle det bara missgynna dem och snarare ge kraft åt rösträttsrörelsen. Oftast blev en kvinna frigiven efter tre till fyra dagars hungerstrejk. Till sist så kom myndigheterna på en åtgärd för problemet: tvångsmatning av suffragetterna. När en av suffragetterna inledde en hungerstrejk skulle fångvakterskor och läkare gå till hennes cell. Vakterna skulle då hålla fast henne samtidigt som läkaren förde in en matsond i hennes strupe eller näsa. George Dangerfields beskrivning av tvångsmatningen löd: "Först måste offrets käkar bändas upp och självhållande munhakar sättas in, ibland var de av trä, men ofta av stål som skar in i gommarna så att det blödde, och medan hon vred sig på sängen i fångvakterskornas hårda grepp kördes en magsond under oändliga svårigheter ner i hennes strupe för att hon den vägen skulle få lite näringsrik vätska i sig. Offrets nerver i förening med en naturlig reaktion mot slangen såg i allmänhet till att den flytande födan ögonblickligen kom upp igen."

### Emmeline Pankhurst
Emmeline Pankhurst (1858–1928), född Goulden, var äldsta dottern i en familj med vana att föra talan. Hennes pappa ägde en textilfabrik i Manchester. Det var genom sin pappa som Emmeline mötte Richard Pankhurst, som också strävade efter kvinnlig rösträtt. Emmeline och Richard gifte sig 1879 och fick fyra barn tillsammans. Paret engagerade sig tillsammans i rösträttskampen. Det var efter makens död som Emmeline började sitt liv som militant feminist.